# ラザーカール

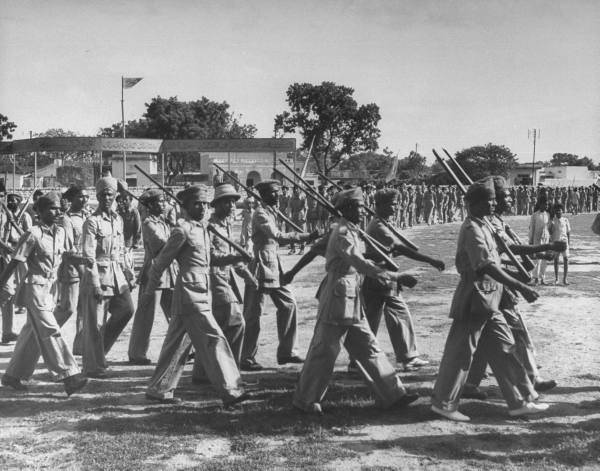
ラザーカール

ラザーカール（テルグ語：రజాకార్ razākār、ヒンディー語：रजाकार razākār、英語：Razakar） は、インドのデカン地方、ニザーム藩王国（ハイダラーバード藩王国）の非正規軍。宗教色の強い軍隊でもあり、「イスラーム義勇軍」とも訳される。彼らは藩王国内におよそ20万人いたとされる。
全インド統一ムスリム評議会（ムスリム統一協会）によってニザームであるウスマーン・アリー・ハーンを擁護するために組織された軍勢で、インド軍のポロ作戦の際には激しく抵抗した。ラザーカールもまた、ムスリム統一協会に属していた。

## 歴史
1927年、ムスリムの統合やその利益の保護を目的として、ニザームとその体制を積極的に支持するムスリム統一協会が設立された。そして、その総裁カーシム・ラズヴィーはイスラーム義勇軍、ラザーカールと呼ばれるムスリムの非正規軍を設立した。彼はその影響力を持って、ムスリム統一協会および藩王国政府内に大きな影響力を持った。
1946年7月からテランガーナ地方で、のちにテランガーナ闘争と呼ばれる大規模な農民の蜂起が発生した。貧しい農民たちはこの地域の43パーセントを保有するジャーギールダールと、それを認めるジャーギールダーリー制度に不満を抱いていた。彼らは共産主義にも感化されていた。
ラザーカールはこれに容赦なく対応し、テランガーナ地方、およびマラートワーダー地方（マラーターの居住する地域）で活動し、無関係の人々を含め大勢の人々を虐殺したとされる。これにより、1948年までに2000人が殺害されたとされる。また、衝突の影響で4万人近い人々が難民となってハイダラーバードから逃げたとされる。
1947年8月15日、インド・パキスタン分離独立の際、ニザーム藩王国はどちらに帰属するか決めかねていた。ニザーム藩王国はインドに加わったとすればムスリムの、逆にパキスタンに加わればヒンドゥー教徒の怒りを買う可能性があるという、非常に難しい立場にあった。他方、ラザーカールの首領カーシム・ラズヴィーは来たるべきインド政府との対決姿勢を崩さうとしなかった。
1948年9月12日にインド政府は藩王国軍とラザーカールの解散と、首都と川を挟んだ対岸のシカンダラーバードにインド軍を進駐させることを要求した。ニザーム藩王国がこれを拒否すると、翌日にインド軍はその領土に侵攻した（ポロ作戦）。
ラザーカールはポロ作戦のさなか首都に迫るインド軍に激しい抵抗をつづけたが、インド軍の侵攻を止めることはできなかった。そればかりか、ラザーカールは大勢の犠牲者を出すところとなった。ラザーカールは4分の1は近代の小火器によって武装されていたが、あとは旧来の前装銃と剣で武装されていた、いわば数だけの時代遅れな軍隊であった。
9月18日、藩王国は降伏し、ハイダラーバードは併合、ラザーカールは解散となった。その後、ハイダラーバードを統治したインドの臨時政府は共産主義者、ヒンドゥーの過激派とともにラザーカールの兵士も逮捕、投獄した。カーシム・ラズヴィーもまた逮捕され、
1948年から1957年まで投獄されていた。